# NGC 5824
NGC 5824 (ook: NGC 5834) is een bolvormige sterrenhoop in het sterrenbeeld Wolf. Het hemelobject werd op 14 mei 1826 ontdekt door de Schotse astronoom James Dunlop.

## See 217 (HD 132955)
Vanaf de aarde gezien bevindt de bolvormige sterrenhoop NGC 5824 zich een halve graad ten zuidzuidoosten van de dubbelster See 217, met magnitude +5. Amateurastronomen kunnen deze dubbelster aanwenden als gidsobject om NGC 5824 op te sporen.

## Synoniemen
- ESO 387-SC1
- GCL 31